# Sakda Fai-in
Sakda Fai-in (tiếng Thái: ศักดา ฝ่ายอินทร์, sinh ngày 17 tháng 4 năm 1991) là một cầu thủ bóng đá người Thái Lan thi đấu ở vị trí hậu vệ cho câu lạc bộ ở Thai League 2 Trat.

## Danh hiệu
Quốc tế
U-23 Thái Lan
- Cúp BIDC (Campuchia)
  -  Vô địch (1): 2013